# 殺狗記
《殺狗記》，元末南戲。徐（字仲由）、龍子猶作。寫孫華夫婦和其弟孫榮的失和與團圓。對「酒肉朋友」之間種種卑劣勢利行為的暴露比較充分，所寫生活場面頗吸引人。《殺狗記》現存明代汲古閣刊本。
元雜劇有《殺狗勸夫》，與本劇為同一題材，無名氏作。

## 劇情
孫華結交了柳隆卿、胡子傳兩名酒肉朋友，日日揮霍，驅逐了弟弟孫榮，孫華之妻楊月貞苦勸不得，持刀殺死一隻狗，把狗屍扮成人形，丟棄家中，孫華回家之後，見屍體大驚，於是向柳隆卿、胡子傳求救，兩人不理會。孫華只好請求弟弟孫榮相助，孫榮慨然應允。而後柳隆卿、胡子傳居然向孫氏兄弟恐嚇金錢，最後楊月貞才說出經過，原來只是一具狗屍，水落石出，從此孫氏兄弟一家和睦。